# Łysa (Góry Sokole)
Łysa (niem. Kahlenberg), 490 i 482 m n.p.m. – jeden z sześciu wierzchołków Gór Sokolich w Rudawach Janowickich, położony najdalej ku północy, nad Bobrem, który tworzy zakole wokół Łysej.
Zbudowana z granitu karkonoskiego. Na szczycie i zboczach niewielkie skałki i bloki skalne.
Wzniesienie położone jest na obszarze Rudawskiego Parku Krajobrazowego. Na północ od niego biegnie granica Parku.